# Essi Sainio
Essi Sainio, född 9 september 1986 i Helsingfors, är en finländsk fotbollsspelare som representerar HJK och det finländska landslaget.